# Poolbillard-Europameisterschaft 1985
Die Poolbillard-Europameisterschaft 1985 war ein vom europäischen Poolbillardverband EPBF in St. Johann im Pongau in Österreich ausgetragenes Poolbillardturnier.
Ausgespielt wurden die Disziplinen 8-Ball, 14/1 endlos und erstmals auch 9-Ball. Bei den Herren wurde zudem erstmals der Europameister der Mannschaften ermittelt.
Bei den Herren wurden die Schweden Jurgen Karlsson, Björn Jonsson und Ulf Hjalmvall Europameister. Jonsson konnte im 8-Ball seinen Titel aus dem Vorjahr somit erfolgreich verteidigen. Der Deutsche Uwe Sander wurde Vizeeuropameister im 9-Ball. Wolfgang Becker gewann Bronze im 8-Ball, Edgar Nickel im 14/1 endlos.
Die deutsche Mannschaft um Thomas Engert, Ralf Souquet, Rolf Alex, Edgar Nickel und Uwe Sander wurde im Finale gegen Schweden Europameister.
Bei den Damen wurde Eva Eleholt nach 1982 und 1984 zum dritten Mal Europameisterin im 14/1 endlos. Anke Cronquist wurde 8-Ball-Europameisterin, Heide Andersson gewann den Titel im 9-Ball. Brigitte Ganze und Margit Schlosser gewannen Bronze im 14/1 endlos beziehungsweise im 8-Ball.

## Medaillengewinner
| Disziplin            | Gold            | Silber           | Bronze              |
| -------------------- | --------------- | ---------------- | ------------------- |
| Herren – 14/1 endlos | Jurgen Karlsson | Bengt Pedersen   | Reider Rune Larsen  |
| Herren – 14/1 endlos | Jurgen Karlsson | Bengt Pedersen   | Edgar Nickel        |
| Herren – 8-Ball      | Björn Jonsson   | Mikael Hallgren  | Wolfgang Becker     |
| Herren – 8-Ball      | Björn Jonsson   | Mikael Hallgren  | Valentin Hobel      |
| Herren – 9-Ball      | Ulf Hjalmvall   | Uwe Sander       | Siegfried Brommer   |
| Herren – 9-Ball      | Ulf Hjalmvall   | Uwe Sander       | Torstein Wik        |
| Herren-Mannschaft    | Deutschland     | Schweden         | Österreich          |
| Herren-Mannschaft    | Deutschland     | Schweden         | Schweiz             |
| Damen – 14/1 endlos  | Eva Eleholt     | Marie Thorné     | M. Mayr             |
| Damen – 14/1 endlos  | Eva Eleholt     | Marie Thorné     | Brigitte Ganze      |
| Damen – 8-Ball       | Anke Cronquist  | Margit Schlosser | Jaqueline von Kanel |
| Damen – 8-Ball       | Anke Cronquist  | Margit Schlosser | Julie Close         |
| Damen – 9-Ball       | Heide Andersson | Hazel Dabrowski  | Lotti Walther       |
| Damen – 9-Ball       | Heide Andersson | Hazel Dabrowski  | Dawie Moestadjab    |